# Niklas Hagman
Niklas Hagman (* 5. prosince 1979, Espoo, Finsko) je bývalý finský profesionální lední hokejista. V roce 1999 jej ve třetím kole jako celkově 70. hráče draftoval tým NHL Florida Panthers. Svůj první zápas v NHL odehrál v roce 2001. Dále hrál za týmy NHL Dallas Stars, Toronto Maple Leafs, Calgary Flames a Anaheim Ducks, v KHL za tým Lokomotiv Jaroslavl, ve finské lize za IFK Helsinky, Espoo Blues a Kärpät Oulu a ve švýcarské lize za HC Davos.
Hagman také reprezentoval Finsko na dvou Olympijádách, V roce 2006 získal stříbrnou a v roce 2010 bronzovou medaili. Byl také součástí finského týmu, který hrál finále Světového poháru v roce 2004. Finsko reprezentoval na pěti seniorských a dvou juniorských světových šampionátech. Z juniorského mistrovství světa v roce 1998 má zlatou medaili.

## Hráčská kariéra

### Finsko
Mezi lety 1995 a 1998 hrál v juniorském týmu IFK Helsinky a za stejný klub odehrál v sezóně 1997/1998 svůj první profesionální zápas. Celkově odehrál osm zápasů a vstřelil v nich svůj první gól. V sezóně 1998/1999 cestoval mezi juniorským a seniorským týmem IFK a následně byl poslán na celou sezónu do Espoo Blues.
Ačkoli jej v roce 1999 draftoval ve třetím kole jako celkově sedmdesátého hráče tým Florida Panthers do NHL, zůstal ve Finsku a sezónu 1999/2000 odehrál v dresu Kärpätu Oulu, který v té době soutěžil ve finské druhé lize. Se stejným týmem v následující sezóně postoupil do nejvyšší finské ligy. V sezóně 2000/2001 nastřílel 28 gólů a stal se tak druhým nejlepším střelcem týmu Kärpat Oulu.

### NHL
V sezóně 2001/2002 opustil Hagman Finsko, aby hájil barvy týmu Florida Panthers. Ve své první sezóně v NHL odehrál 78 zápasů, nastřílel 10 gólů a celkově nasbíral 28 bodů. V březnu 2002 byl jmenován nováčkem měsíce a přestože v sezóně 2002/2003 nasbíral pouze 23 bodů, hrál v týmu mladých hvězd v NHL All-Star Game roku 2003.
Za sezónu 2003/2004 v NHL nasbíral rovněž 23 bodů a na sezónu 2004/2005 odešel z důvodu přestávky NHL do švýcarského HC Davos. Zde odehrál 44 zápasů a získal 40 bodů a pomohl svému týmu k zisku mistrovského titulu. Sezónu 2005/2006 začal opět v NHL v týmu Florida Panthers, ale po 30 zápasech byl vyměněn do týmu Dallas Stars za právo výběru v sedmém kole draftu.
Svůj stý bod v NHL získal v zápase proti Vancouver Canucks 23. října 2006. Ve své nejlepší sezóně 2007/2008 nastřílel celkem 27 gólů a nasbíral 41 bodů. Pomohl Dallasu osmi vítěznými góly a 28. ledna 2008 v zápase proti Chicago Blackhawks nastřílel svůj první hattrick. V této sezóně také podepsal čtyřletý kontrakt za 12 miliónů dolarů s Toronto Maple Leafs.
Na cestě ke své druhé dvacetigólové sezóně 2008/2009 dosáhl mnoha úspěchů. 17. listopadu 2008 hrál proti Boston Bruins svůj pětistý zápas v NHL, 22. února 2009 proti New York Rangers získal svůj dvoustý bod a 28. března vstřelil Bostonskému týmu svůj stý gól. Většinu sezóny 2009/2010 strávil v Torontu, a se dvaceti góly byl nejproduktivnějším střelcem týmu, avšak 31. ledna 2010 se stál součástí velké výměny. Toronto jej spolu s Jamalem Mayersem, Mattem Stajanem a Ianem Whitem vyměnilo za Diona Phaneufa, Fredrika Sjöstörma a Keitha Aulieho do týmu Calgary Flames. Hagman dokončil sezónu s 25 góly a celkovými 44 body rozdělenými mezi Toronto a Calgary.
V prvních čtrnácti zápasech (z nichž ještě šest strávil na střídačce) sezóny 2011/2012 vstřelil pouze jeden gól a získal tři asistence. Následně byl vyřazen z týmu a 11. listopadu přesunut do týmu Abbotsford Heat z nižší americké soutěže a Flames jej nabídli jako volného hráče k prodeji za polovinu platu. 14. listopadu 2011 byl přesunut do týmu Anaheim Ducks s podmínkou, že Flames doplatí zbylou polovinu platu po celou dobu smlouvy. Pro následující sezónu se vrátil do Evropy, kde podepsal smlouvu s ruským týmem Lokomotiv Jaroslavl z KHL.
Za sezónu v Jaroslavli odehrál 49 zápasů, ve kterých si připsal 12 gólů a 8 asistencí. V dalších šesti zápasech playoff zůstal bez bodu.
V červenci 2013 jej na jednu sezónu angažoval Ässät Pori z nejvyšší finské ligy.

### Reprezentace
Hagman poprvé reprezentoval Finsko na Mistrovství světa juniorů v roce 1998, které se odehrávalo v Helsinkách. Finové, přes všechna očekávání, turnaj vyhráli. Na tomto mistrovství vstřelil Hagman vítězný gól v prodloužení proti Rusku a následně popsal vítězství na domácím turnaji jako jeden z největších milníků své kariéry. V roce 1999 se také zúčastnil juniorského mistrovství světa, zde však finský tým úspěch nezopakoval a skončil na pátém místě.
Zranění Ville Peltonena krátce před Olympijskými hrami v roce 2002, otevřelo Hagmanovi dveře k možnosti poprvé reprezentovat svou zemi na seniorském turnaji. Ve čtyřech zápasech ve finském dresu vstřelil jeden gól. Později, na jaře roku 2002, odehrál první ze svých čtyř po sobě jdoucích Mistrovství světa. Na světovém poháru 2004 byl součástí týmu, který skončil na druhém místě, on sám vstřelil za celý turnaj jednu branku v pěti zápasech.
Druhá Hagmanova účast na Olympijádě se odehrála v Turíně roku 2006. V osmi odehraných utkáních získal pouze jednu asistenci, nicméně byl součástí silné týmové obrany, která v sedmi zápasech dostala pouze pět gólů. Tažení finského týmu na těchto hrách skončilo až prohraným finálovým zápasem. Tento zápas skončil 3:2 a Finové tak získali stříbrnou medaili. Pro Hagmana byl tento výsledek zklamáním zvláště proto, že tým podlehl svému odvěkému hokejovému rivalovi ze Švédska.
Po drtivé porážce 6:1 od hokejistů USA na Olympijádě ve Vancouveru v roce 2010, následoval zápas o třetí místo s týmem Slovenska. Slováci měli na začátku třetí třetiny jasně nakročeno k zisku bronzových medailí. Hagman však svým gólem na začátku poslední třetiny odstartoval finskou kanonádu a pomohl otočit zápas z 3:1 na konečných 3:5 a získal tak svou druhou olympijskou medaili.

## Osobní život
Hagmanův otec Matti byl prvním finským hráčem v NHL, a společně se také stali první finskou dvojicí otec a syn, kteří oba hráli v NHL. Jeho strýc je Kai Haaskivi, bývalý profesionální fotbalista a člen národního týmu.
Na jaře 2005 oznámil své zasnoubení s Pirrittou Hanulou s vicemiss Finska 2003. 8. července 2006 byli oddáni v Helsinkách, v únoru 2007 se jim narodil syn Lukas a v září 2009 dcera Lila.

## Statistiky

### Klubové statistiky
| Sezona                 | Klub                | Soutěž          | Základní část | Základní část | Základní část | Základní část | Základní část | Play off | Play off | Play off | Play off | Play off |
| Sezona                 | Klub                | Soutěž          | Z             | G             | A             | B             | TM            | Z        | G        | A        | B        | TM       |
| ---------------------- | ------------------- | --------------- | ------------- | ------------- | ------------- | ------------- | ------------- | -------- | -------- | -------- | -------- | -------- |
| 1997/1998              | IFK                 | SM-liiga        | 8             | 1             | 0             | 1             | 0             | —        | —        | —        | —        | —        |
| 1998/1999              | IFK                 | SM-liiga        | 18            | 1             | 2             | 3             | 14            | —        | —        | —        | —        | —        |
| 1998/1999              | Espoo Blues         | SM-liiga        | 14            | 1             | 1             | 2             | 2             | —        | —        | —        | —        | —        |
| 2000/2001              | Kärpät Oulu         | SM-liiga        | 56            | 28            | 18            | 46            | 32            | 8        | 3        | 1        | 4        | 0        |
| 2001/2002              | Florida Panthers    | NHL             | 78            | 10            | 18            | 28            | 8             | —        | —        | —        | —        | —        |
| 2002/2003              | Florida Panthers    | NHL             | 80            | 8             | 15            | 23            | 20            | —        | —        | —        | —        | —        |
| 2003/2004              | Florida Panthers    | NHL             | 75            | 10            | 13            | 23            | 22            | —        | —        | —        | —        | —        |
| 2004/2005              | HC Davos            | NLA             | 44            | 17            | 22            | 39            | 20            | 15       | 10       | 7        | 17       | 6        |
| 2005/2006              | Florida Panthers    | NHL             | 30            | 2             | 4             | 6             | 2             | —        | —        | —        | —        | —        |
| 2005/2006              | Dallas Stars        | NHL             | 54            | 6             | 9             | 15            | 16            | 5        | 2        | 1        | 3        | 4        |
| 2006/2007              | Dallas Stars        | NHL             | 82            | 17            | 12            | 29            | 34            | 7        | 0        | 1        | 1        | 10       |
| 2007/2008              | Dallas Stars        | NHL             | 82            | 27            | 14            | 41            | 51            | 18       | 2        | 1        | 3        | 14       |
| 2008/2009              | Toronto Maple Leafs | NHL             | 65            | 22            | 20            | 42            | 4             | —        | —        | —        | —        | —        |
| 2009/2010              | Toronto Maple Leafs | NHL             | 55            | 20            | 13            | 33            | 23            | —        | —        | —        | —        | —        |
| 2009/2010              | Calgary Flames      | NHL             | 27            | 5             | 6             | 11            | 2             | —        | —        | —        | —        | —        |
| 2010/2011              | Calgary Flames      | NHL             | 71            | 11            | 16            | 27            | 24            | —        | —        | —        | —        | —        |
| 2011/2012              | Calgary Flames      | NHL             | 8             | 1             | 3             | 4             | 2             | —        | —        | —        | —        | —        |
| 2011/2012              | Anaheim Ducks       | NHL             | 63            | 8             | 11            | 19            | 12            | —        | —        | —        | —        | —        |
| 2012/2013              | Lokomotiv Jaroslavl | KHL             | 49            | 12            | 8             | 20            | 27            | 6        | 0        | 0        | 0        | 10       |
| 2013/2014              | Ässät Pori          | Liiga           | 44            | 21            | 17            | 38            | 36            | —        | —        | —        | —        | —        |
| 2013/2014              | Fribourg-Gottéron   | NLA             | 4             | 1             | 4             | 5             | 2             | 10       | 3        | 3        | 6        | 16       |
| 2014/2015              | Jokerit Helsinky    | KHL             | 46            | 19            | 9             | 28            | 32            | 10       | 2        | 0        | 2        | 6        |
| 2015/2016              | Jokerit Helsinky    | KHL             | 44            | 5             | 9             | 14            | 20            | 5        | 2        | 0        | 2        | 2        |
| 2016/2017              | Kärpät Oulu         | Liiga           | 14            | 2             | 4             | 6             | 2             | —        | —        | —        | —        | —        |
| 2016/2017              | HPK                 | Liiga           | 17            | 4             | 5             | 9             | 35            | 7        | 0        | 0        | 0        | 0        |
| celkem NHL             | celkem NHL          | celkem NHL      | 770           | 147           | 154           | 301           | 220           | 30       | 4        | 3        | 7        | 28       |
| celkem SM-liiga        | celkem SM-liiga     | celkem SM-liiga | 170           | 58            | 46            | 104           | 121           | 19       | 4        | 1        | 5        | 0        |
| celkem KHL             | celkem KHL          | celkem KHL      | 139           | 36            | 26            | 62            | 79            | 21       | 4        | 0        | 4        | 18       |
| Konec hokejové kariéry |                     |                 |               |               |               |               |               |          |          |          |          |          |

### Reprezentační statistiky
| 1998                            | Finsko 20                       | MSJ                             | 7  | 4  | 1  | 5  | 0  |
| 1999                            | Finsko 20                       | MSJ                             | 6  | 3  | 5  | 8  | 2  |
| 2002                            | Finsko                          | ZOH                             | 4  | 1  | 2  | 3  | 0  |
| 2002                            | Finsko                          | MS                              | 9  | 5  | 2  | 7  | 2  |
| 2003                            | Finsko                          | MS                              | 7  | 2  | 1  | 3  | 14 |
| 2004                            | Finsko                          | MS                              | 5  | 0  | 0  | 0  | 0  |
| 2004                            | Finsko                          | SP                              | 5  | 1  | 0  | 1  | 2  |
| 2005                            | Finsko                          | MS                              | 7  | 2  | 0  | 2  | 2  |
| 2006                            | Finsko                          | ZOH                             | 8  | 0  | 1  | 1  | 2  |
| 2009                            | Finsko                          | MS                              | 7  | 1  | 5  | 6  | 0  |
| 2010                            | Finsko                          | ZOH                             | 6  | 4  | 2  | 6  | 2  |
| 2013                            | Finsko                          | MS                              | 10 | 1  | 0  | 1  | 4  |
| celkem v juniorské reprezentaci | celkem v juniorské reprezentaci | celkem v juniorské reprezentaci | 13 | 7  | 6  | 13 | 2  |
| celkem v seniorské reprezentaci | celkem v seniorské reprezentaci | celkem v seniorské reprezentaci | 68 | 17 | 13 | 30 | 28 |